# Tmetonota rugosa
Tmetonota rugosa är en insektsart som först beskrevs av Carl Stål 1873.  Tmetonota rugosa ingår i släktet Tmetonota och familjen gräshoppor. Inga underarter finns listade i Catalogue of Life.